# Mongols
Pour les articles homonymes, voir Mongol (homonymie).
En français, les Mongols sont : 
- selon la Constitution de la Mongolie, le droit du sol et le droit international, les citoyens de la Mongolie et eux seuls, quelles que soient leurs langues, origines et traditions culturelles[2] ;
- selon la définition ethnique, le droit du sang et l'appartenance linguistique et culturelle, le groupe ethnique mongol, peuple initialement nomade vivant actuellement en Mongolie, en Russie et en Chine. Les quatre ethnies principales sont les Mongols centraux (dont le khalkha est le dialecte dominant de Mongolie, et le tchakhar, celui de Mongolie-Intérieure), les Oïrates, les Bouriates et les Kalmouks. Ils sont actuellement environ 10 millions, dont environ de 5,8 millions en Chine en 2000[1] et 6.3 millions en 2021[3]. Leurs langues forment un groupe spécifique de la famille altaïque comportant plusieurs langues. Les principales sont le khalkha, dialecte devenu langue vernaculaire de Mongolie, le tchakhar, dialecte vernaculaire de Mongolie-Intérieure, le bouriate, parlé en Bouriatie, dans les deux Mongolies et dans d'autres républiques de Sibérie, et le kalmouk, parlé en Kalmoukie. Les Mongols pratiquent traditionnellement un bouddhisme lamaïste (dit tibétain) teinté d'animisme, voire de chamanisme.

À l'origine d'un des plus grands empires de tous les temps, qui s'étendit de la mer de Chine méridionale jusqu'au-delà de la Volga au XIIIe siècle et au XIVe siècle, ils conservent encore leur culture, malgré leur éclatement en quatre entités politiques distinctes ; outre la langue et l'histoire, cette culture profondément originale couvre des domaines tels que la musique, la religion, les fêtes, les sports, le mode de vie, et enfin l'organisation sociale.

## Définition

### Répartition

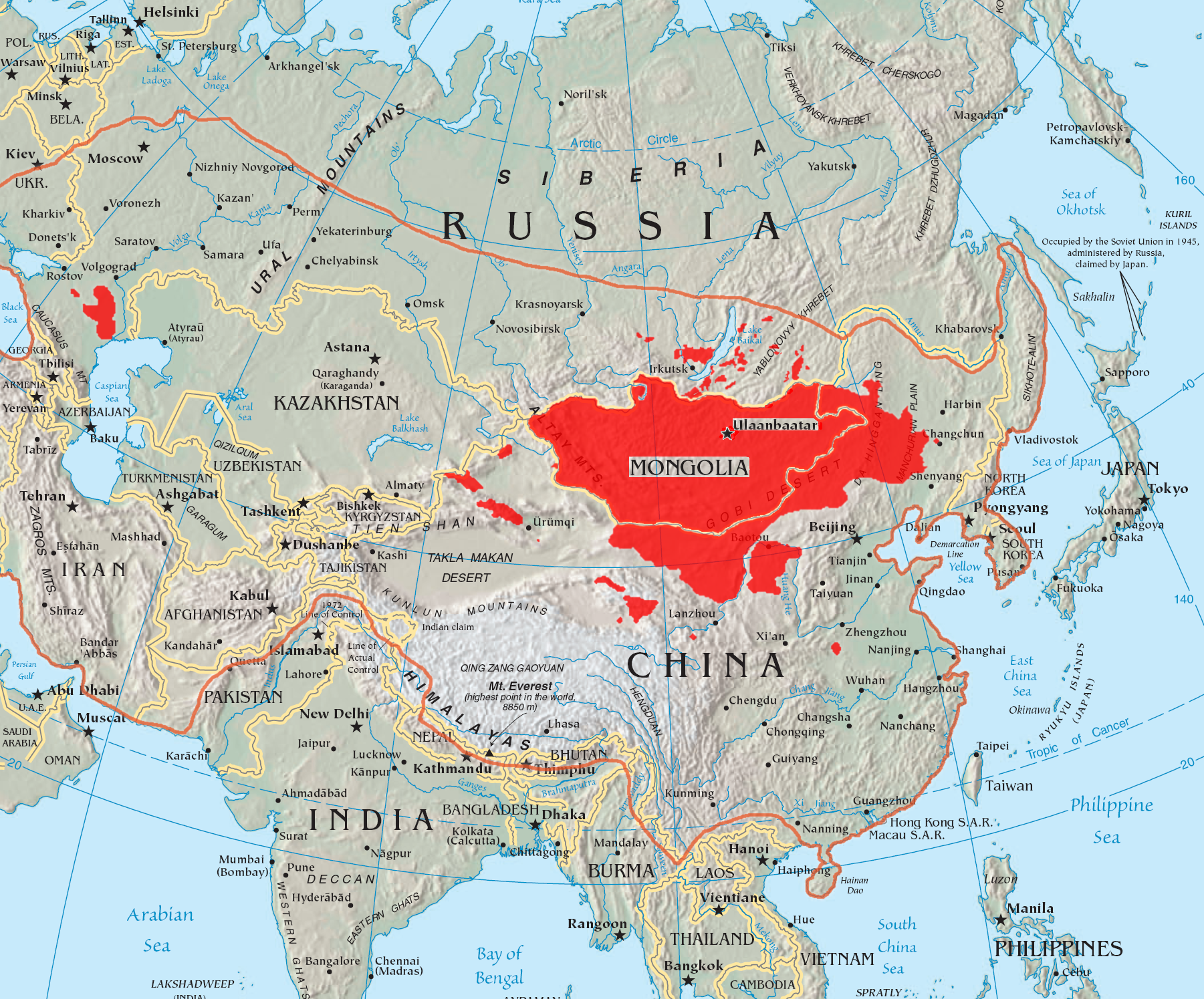
Répartition géographique des populations mongoles.

Les Mongols sont répartis principalement dans quatre territoires, dont un seul est souverain : la Mongolie. En Russie, ils disposent de deux républiques disposant d'une autonomie relative : la Bouriatie et la Kalmoukie. En Bouriatie, du fait du processus de colonisation russe, les Bouriates ne représentent que 25 % de la population. Ils se démarquent des autres ethnies mongoles par une certaine conservation des anciennes croyances chamanistes, malgré leur conversion au bouddhisme. En Chine, la majeure partie des Mongols se trouve dans la province autonome de Mongolie-Intérieure, où sont présents plus de 5 millions de Mongols, mais où ils restent une minorité vis-à-vis des Chinois Han. Il existe également des minorités mongoles dans le Xinjiang, le Qinghai et le Gansu.
On compte environ 25 ethnies mongoles au total. Les Khalkhas, principalement urbains, constituent la majorité en Mongolie. Diverses petites ethnies cohabitent dans les monts Altaï, dont les Oïrates, voisins des Kalmouks. Les Oïrates sont à l'origine de l'Empire de Dzoungarie, aux XVIIe et XVIIIe siècles, vaincu et annexé par la Chine. Les Oïrates émigrèrent alors sur les bords de la Volga, puis une partie d'entre eux repartit en Mongolie, mais ils furent décimés en cours de route par les Kazakhs : ce sont les Oïrates actuels. Les Kalmouks sont littéralement « ceux qui sont restés ». Ces derniers faisaient partie des « peuples punis » par Staline, accusés d'avoir coopéré avec les armées blanches. En Mongolie-Intérieure, il existe diverses ethnies regroupées sous le nom de Mongols Occidentaux. Au nord, ce sont les Bouriates qui dominent.

### Descriptif des ethnies mongoles
D'après Jean-Christophe Tamisier, on peut classer les ethnies mongoles comme suit :
| Nom                            | Localisation                                                                | Nombre (estimation) | Mode de vie                                                                              | Religion                                                               | Groupe linguistique                                        |
| ------------------------------ | --------------------------------------------------------------------------- | ------------------- | ---------------------------------------------------------------------------------------- | ---------------------------------------------------------------------- | ---------------------------------------------------------- |
| Baoan(s)/Bonanusita en chinois | Gansu (musulmans), Qinghai (bouddhistes)                                    | 16 500              | agriculteurs sédentaires                                                                 | islam sunnite, bouddhisme lamaïste                                     | méridional                                                 |
| Barga(s)                       | Mongolie-Intérieure du Nord                                                 | 75 000              | éleveurs nomades, clans exogames                                                         | bourhanisme (chamanisme mélangé au bouddhisme)                         | septentrional (deux dialectes)                             |
| Bayate(s)                      | Uvs                                                                         |                     |                                                                                          |                                                                        | occidental (oïrate)                                        |
| Bouriate(s)                    | régions du lac Baïkal, Mongolie septentrionale, Mongolie-Intérieure du Nord | 500 000             | éleveurs-agriculteurs autour du lac Baïkal, pasteurs nomades à l'est. Clans              | chamanistes et chrétiens orthodoxes autour du lac, bouddhistes à l'est | septentrional (deux dialectes)                             |
| Dagour(s)/Daur(s)              | Heilongjiang, Mongolie-Intérieure du Nord, petit groupe au Xinjiang (4000)  | 132 500             | éleveurs pastoraux, chasseurs-agriculteurs dans l'Heilongjiang                           | chamanistes                                                            | isolé                                                      |
| Dariganga(s)                   | Sükhbaatar                                                                  |                     | éleveurs nomades                                                                         |                                                                        | oriental                                                   |
| Darkhate(s)                    | Khövsgöl                                                                    | 16 000              | élevage nomade, cueillette, chasse et pêche. Clans patrilinéaires exogames               | bouddhisme lamaïste empreint de chamanisme                             | isolé. Emprunts au khalkha, à l'oïrate et au tchakhar      |
| Dongxiang(s)/Santa(s)          | Gansu, petit groupe au Xinjiang                                             | 513 800             | agriculteurs pastoraux, commerçants itinérants. Clans                                    | islam sunnite                                                          | méridional (trois dialectes). Emprunts chinois             |
| Dörbètes                       | Qinghai, Uvs                                                                | 56 000              | éleveurs nomades                                                                         |                                                                        | occidental (oïrate)                                        |
| Kalmouk(s)                     | Kalmoukie principalement (Europe)                                           | 178 000             | éleveurs nomades, pêche                                                                  | bouddhisme lamaïste                                                    | occidental (oïrate)                                        |
| Khalkha(s)                     | Mongolie Centrale et Septentrionale, Mongolie-Intérieure                    | 1 800 000           | urbanisés                                                                                | bouddhisme lamaïste                                                    | oriental                                                   |
| Khartchine(s)                  | Mongolie-Intérieure Centrale, Liaoning                                      | 600 000             |                                                                                          |                                                                        | oriental                                                   |
| Khochoute(s)                   | Hovd, Qinghai (Chine)                                                       | 48 000              | éleveurs nomades                                                                         |                                                                        | occidental (oïrate)                                        |
| Khoïte(s)                      | Qinghai                                                                     |                     | éleveurs nomades                                                                         |                                                                        | occidental (oïrate)                                        |
| Khortchine(s)                  | Mongolie-Intérieure du Nord, Jilin, Heilongjiang                            |                     |                                                                                          |                                                                        | oriental                                                   |
| Khotgoïde(s)                   | Khövsgöl, Zavkhan                                                           |                     |                                                                                          |                                                                        | occidental (oïrate)                                        |
| Khoton(s)                      | Uvs                                                                         |                     |                                                                                          |                                                                        | occidental (oïrate)                                        |
| Monguor(s)/Tu                  | Qinghai, Gansu                                                              | 241 200             | agriculteurs et éleveurs sédentaires (minorité nomade). Clans patrilinéaires exogamiques | bouddhisme lamaïste empreint de chamanisme                             | méridional. Emprunts chinois et tibétains. Deux dialectes. |
| Myangate(s)                    | Hovd                                                                        |                     |                                                                                          |                                                                        | occidental (oïrate)                                        |
| Oïrate(s)(terme générique)     | Chine, Mongolie, Russie                                                     | 450 000             | divers                                                                                   | bouddhisme lamaïste                                                    | occidental                                                 |
| Öölte(s)/Dzoungare(s)          | Hovd                                                                        | 25 000              |                                                                                          |                                                                        | occidental (oïrate)                                        |
| Ordosse(s)                     | Mongolie-Intérieure du Sud (près de l'fleuve Jaune)                         | 130 000             | éleveurs, agriculteurs                                                                   | bouddhisme lamaïste                                                    | oriental                                                   |
| Ouriankhaï(s)                  | Mongolie occidentale, Xinjiang                                              | 39 000              | éleveurs nomades (parfois renniculteurs), chasseurs, agriculteurs. Clans exogamiques     | bouddhisme et chamanisme                                               | occidental (oïrate). Minorité turcophone                   |
| Tchakhar(s)                    | Mongolie-Intérieure centrale                                                |                     | éleveurs nomades                                                                         | bouddhisme lamaïste                                                    | oriental                                                   |
| Tchorosse(s)                   | Qinghai                                                                     |                     | éleveurs nomades                                                                         |                                                                        | occidental (oïrate)                                        |
| Torgoute(s)                    | Hovd, Xinjiang                                                              | 146 000             | éleveurs nomades                                                                         | bouddhisme et chamanisme                                               | occidental (oïrate)                                        |
| Toumètes                       | Mongolie-Intérieure Centrale, Liaoning                                      |                     |                                                                                          |                                                                        | oriental                                                   |
| Tsaatan(s)                     | Khövsgöl                                                                    | 2000                | renniculteurs                                                                            |                                                                        |                                                            |
| Tzakhtchine(s)                 | Hovd                                                                        | 34 000              |                                                                                          | bouddhisme lamaïste                                                    | occidental (oïrate)                                        |
| Üzemtchine(s)                  | Dornod                                                                      |                     |                                                                                          |                                                                        |                                                            |
| Youghour(s)                    | Gansu, petit groupe au Qinghai                                              | 15 000              | éleveurs, chasseurs                                                                      | bouddhisme lamaïste                                                    | méridional (emprunts turcs)                                |

## Histoire
Au premier millénaire de notre ère, les Turco-mongols vivaient probablement en chasseurs-cueilleurs en Sibérie orientale, sur le cours supérieur du fleuve Amour. Les Mongols, les Toungouses et les Turcs ne faisaient qu'un. Tandis que les Toungouses restaient, les Mongols et les Turcs s'établirent dans les régions steppiques voire désertiques au Nord de la Chine, où ils devinrent donc nomades.

Évolution de l'empire mongol
Empire mongol
En 1294 l'empire a été scindé en :
Horde d'or
Khanat de Djaghataï
Houlagides
Empire du Grand Khan (Dynastie Yuan)

Pendant toute l'Antiquité, les Turco-Mongols vécurent en guerriers nomades, faisant régulièrement des raids en Chine, et établissant de temps en temps des empires éphémères, dirigés par des hommes de guerre forts mais s'effondrant dès la mort de ceux-ci. Les hommes se divisaient alors en multiples tribus, ce qui les rendait beaucoup plus vulnérables. À l'instar des Romains, les Chinois se servaient parfois d'une de ces tribus pour se protéger d'une autre.
Les Turcs comme les Mongols ont conquis de nombreuses terres en occident. Certains peuples de ces deux cultures se retrouvent en Europe (Huns, Horde d'or…), où à l'Ouest de l'Asie, d'autres sont restés attachés à leurs terres comme les Kazakhs et Kirghizes (Turcs) ou certains Mongols.
Au XIIIe siècle, les Mongols se rassemblèrent sous Gengis Khan (« le roi universel » en mongol, de son vrai nom Temüdjin). Celui-ci soumit la Sibérie méridionale, le nord de la Chine, le royaume Xia (dirigé par les Tanguts), puis le Khara Kitaï et le Khwarezm en Asie Centrale. Ses successeurs bâtirent l'un des plus grands empires ayant jamais existé, en conquérant le reste de l'Asie Centrale et de la Chine, le Moyen-Orient, la Russie. Ils poussèrent à l'ouest jusqu'en Autriche, à l'est ils attaquèrent (en vain) le Japon, la Birmanie au Sud, et allèrent même jusqu'en Indonésie. À son apogée, l'Empire était parvenu à établir une « Pax Mongolica », développant les routes de la soie, les rencontres entre les grandes confessions et les relations entre l'Orient et l'Occident.
Mais, après quelques décennies, l'empire ne tarda pas à se fracturer en plusieurs khanats, qui devinrent rivaux. Ainsi affaiblis, les khanats succombèrent l'un après l'autre aux poussées locales. L'élite mongole, de plus en plus réduite, se fondit rapidement dans les cultures locales. Ce fut la Horde d'or, à qui la Russie payait tribut, qui disparut en dernier en 1502, plus de trois siècles après l'apparition de Gengis Khan.
À l'époque moderne, il existait encore des États se réclamant de l'héritage mongol : le khanat de Crimée, le khanat d'Astrakhan, les khanats ouzbeks et khazakh...
De manière progressive, les Mongols retournèrent dans leurs terres natales ou se fondirent soit aux Turcs avec qui ils partageaient la même origine et langue, soit aux Iraniens du fait de la proximité du territoire perse.
Une bonne part des Mongols se convertirent au bouddhisme réformé au XVe siècle.
Ils sont aujourd'hui tiraillés entre la Russie et la Chine[réf. nécessaire]. Cette dernière contient la plus grande partie du peuple mongol, mais la Russie domina la Mongolie pendant l'ère soviétique (sous le nom de République populaire de Mongolie). La Mongolie, encore préservée il y a quelques décennies, doit maintenant faire face à la modernisation : alors que le chômage et la pauvreté sévissent en ville, la plupart des foyers possèdent une télévision, même à la campagne.

## Caractéristiques sociales

### Mode de vie: le nomadisme
Les Turco-Mongols sont traditionnellement des nomades. En effet, les pâtures des prairies sont trop faibles, en dehors de la saison des hautes herbes (de juin à août) pour soutenir en permanence les grands troupeaux de chevaux, de vaches, de moutons ou de chèvres. Cette pauvreté s'agrandit dans les déserts où les Mongols sont obligés de se déplacer fréquemment, parfois chaque semaine.
En général, les Mongols se déplacent par groupes de 2 ou 3 familles dans les steppes herbeuses, au plus une famille dans les déserts[réf. nécessaire]. Il y a occasionnellement de grands rassemblements, lors de tournois et de fêtes, notamment pendant Tsagaan Sar, la fête mongole du nouvel an.
Le nomadisme décline rapidement en Mongolie et Mongolie-Intérieure du fait d'épisodes climatiques qui ont décimé les cheptels et conduit de nombreux éleveurs à la ruine. Depuis les années 2000, la population urbaine est montée à 50 % en Mongolie ; ce chiffre atteint a 58 % en 2007. La désertification induite, et la disparition concomitante de services aggrave le phénomène. L'attrait des études et de la civilisation occidentale pourrait être un second facteur d'explication.
En Chine, où les éleveurs mongols ont vu une partie de leurs terres accaparée par les colons hans, et plus encore en Russie, la sédentarisation est de règle, parfois accompagnée de transhumance. Dans les trois États, le passage d'une économie centralisée à une économie de marché a bouleversé les relations socio-économiques.

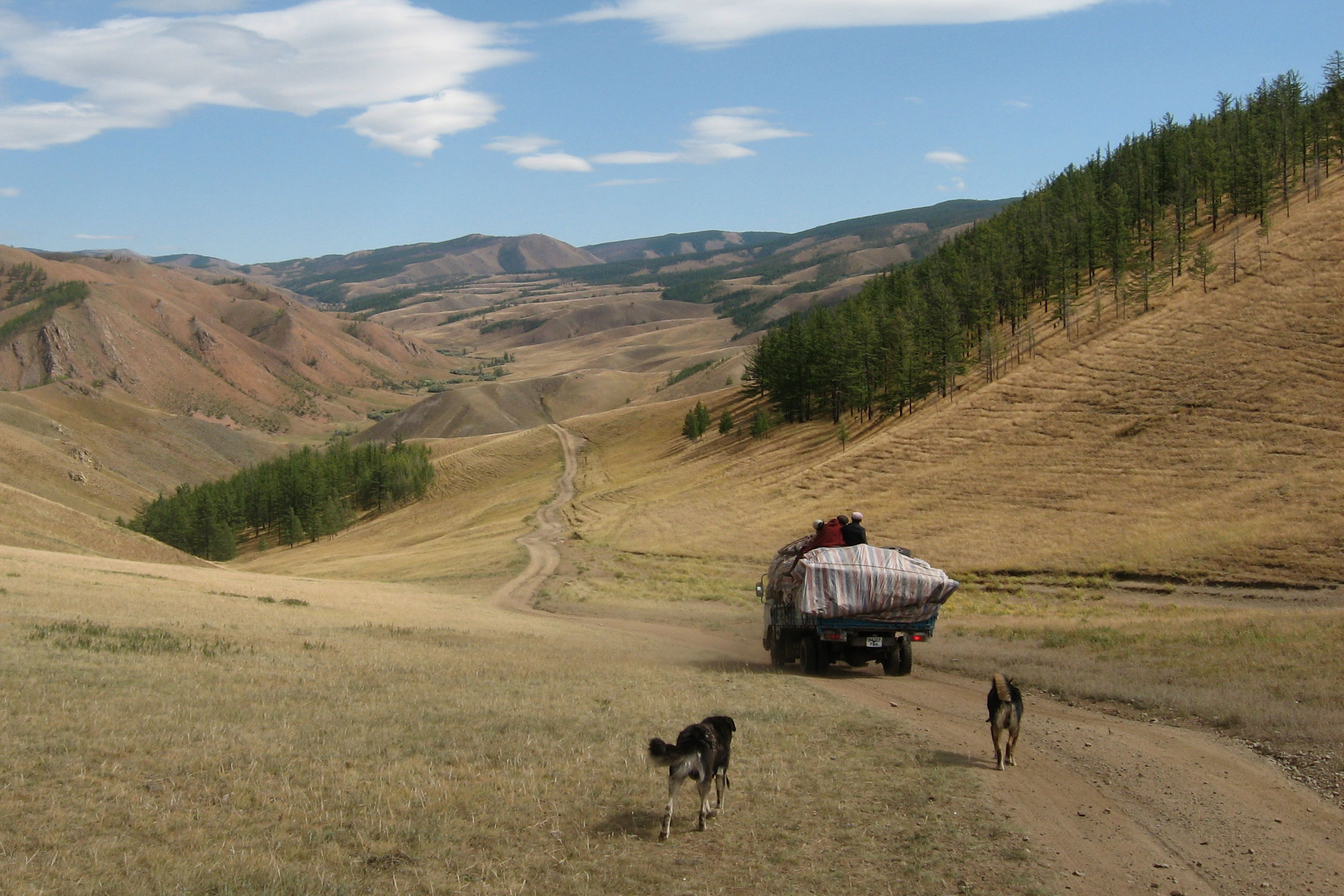
Nomades mongols se déplaçant vers leur campement d'automne.

Toutefois, une bonne part de la population (environ un quart aujourd'hui) demeure très attachée au mode de vie ancestral dans la steppe, qui procure un grand sentiment de liberté. Les Mongols aiment leur pays, et cela s'est vu lors des conquêtes gengiskhanides : la majorité des troupes souhaitait revenir dans leurs terres natales plutôt que de s'installer en terre conquise.
En Kalmoukie, le nomadisme se maintient avec plus de succès.

### Organisation sociale
De la plus haute Antiquité et ce jusqu’au XXe siècle, les Turco-Mongols se répartissaient en peuples-états (ulus), dirigés par des rois (khan), élus par l'aristocratie guerrière lors d'un Qüriltaï. L'enlèvement de femmes était courant et facilement accepté, mais pouvait néanmoins susciter des conflits entre clans.
De la même manière, les unités militaires (les tümen) d'environ 10 000 guerriers, dirigées par des princes (les noyan), apparaissent aussi dès la plus haute Antiquité, les tumen étant utilisées des Perses au VIIe siècle av. J.-C. jusqu'aux Mandchous au XVIIe siècle. Elles sont à l'origine des quatre grandes ethnies mongoles orientales : Khalkhas, Tchakhars, Ordosses, Toumètes.
Au XIIIe siècle, l'organisation sociale prévoit une division du travail basée sur le sexe et l'âge avec une dominance masculine. Les hommes occupent des tâches liées aux activités militaires et à la chasse. Les femmes s'occupent des tâches ménagères, de la transformation des produits animaux et de l'éducation des enfants. Certaines femmes peuvent exercer une influence considérable durant la période médiévale, notamment les veuves qui reprennent certaines responsabilités de leur époux défunt.
Le centre névralgique de l'Empire Mongol se déplaçant vers Pékin sous Kubilaï Khan, la Mongolie se retrouve de fait sous la domination chinoise. Elle subit au cours des siècles les évolutions de celle-ci. Pendant la majeure partie du XXe siècle, l'ensemble de la région est gouverné par des États communistes, ce qui la marque profondément.
De nos jours, la Mongolie, bien qu'encore largement structurée par la campagne, tend à se rapprocher du modèle de société occidental, fondé sur la famille, à l'instar des autres pays ex-communistes d'Asie Centrale.

## Vie quotidienne

### Élevage
La principale activité des Mongols est l'élevage, qui est véritablement au centre de leur vie. Ils pratiquent un élevage pastoral ancestral, en nomadisant afin de ne pas trop appauvrir la terre. Ils élèvent des moutons surtout, mais aussi des vaches, parfois des chèvres, et bien sûr des chevaux : on compte à peu près autant de chevaux que d'hommes en Mongolie.
Historiquement, les Mongols pratiquent l'élevage dit de « cinq types de bétail » (tavan hoshuu mal) : cheval, chameaux, moutons, chèvres et bovins.
Les moutons sont surtout utilisés pour leur viande, leur laine et leur graisse, et les vaches pour leur lait. Les outils, les aliments et les vêtements traditionnels sont tous issus de ces quatre éléments (cf. sections correspondantes). Les chevaux servent pour les déplacements, pour leur peau et le lait des juments. Lorsqu'ils sont en pâture, ils sont laissés dans un état semi-sauvage, étant seulement montés de temps en temps pour éviter qu'ils ne retournent tout à fait à l'état sauvage : les chevaux étant alors récalcitrants, on utilise l'uurga, c'est-à-dire une perche terminée par un lasso afin de les attraper. Cette activité est devenue un véritable sport occasionnant des défis et des compétitions.
Le principal adversaire pour les troupeaux est le loup, qui peut faire des ravages en hiver lors des famines, si des précautions ne sont pas prises. Le jour, la simple présence d'un homme suffit normalement à décourager une meute, mais la nuit, elle peut se montrer plus hardie, allant jusqu'à attaquer les camps.

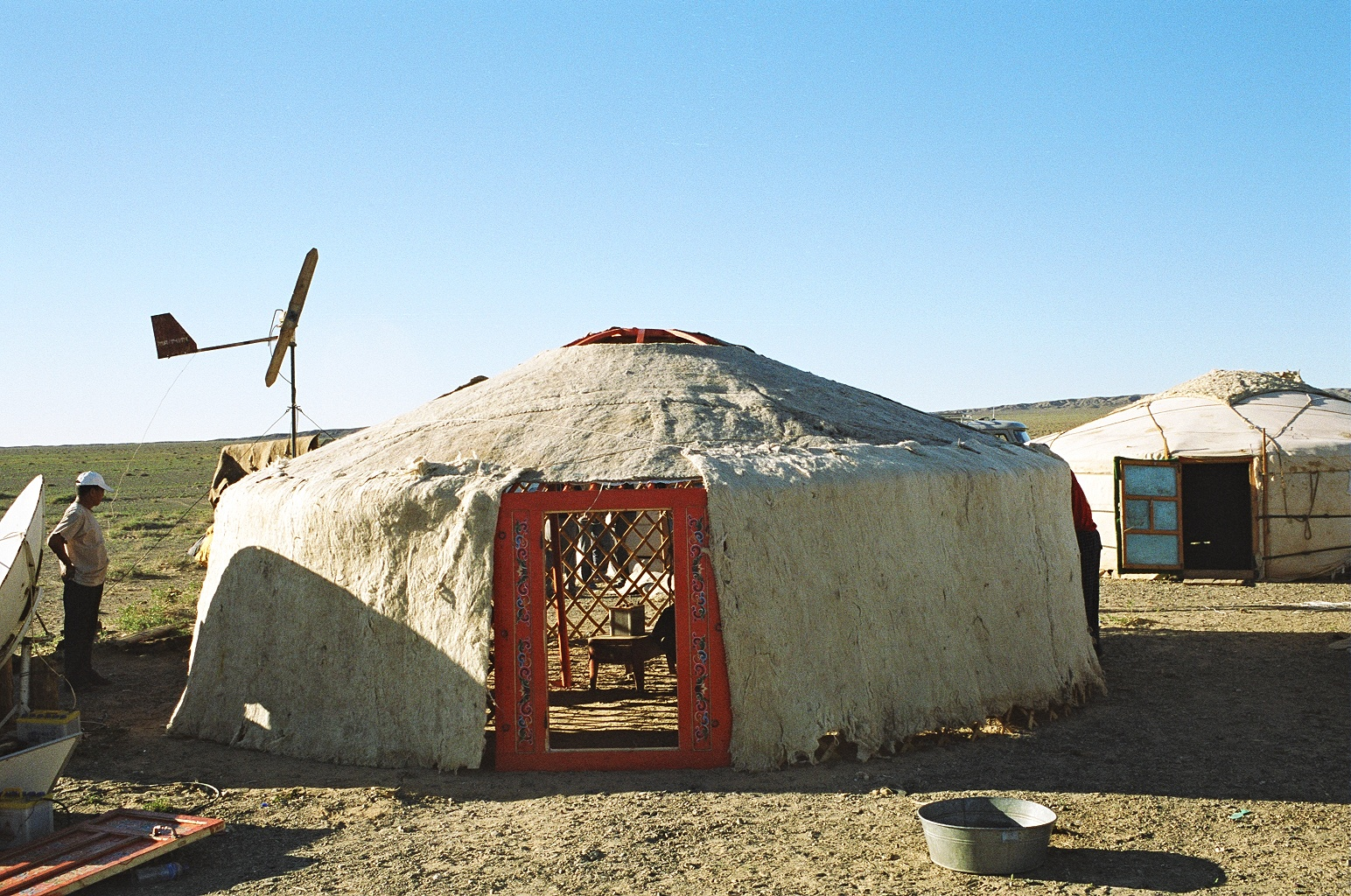
Yourte mongole.

### Habitation: la yourte
Les Mongols sont présents dans trois types d'habitats : la steppe herbeuse (en Mongolie centrale et orientale, en Kalmoukie, et en Mongolie-Intérieure orientale), le désert chaud (désert de Gobi aux paysages divers, à cheval sur la Mongolie et la Mongolie-Intérieure), et les forêts de type boréal dans les montagnes (monts Altaï en Mongolie occidentale, Sibérie Méridionale).
Pour les deux premiers habitats, la yourte, habitation typiquement turco-mongole, est utilisée. Dans les monts Altaï et en Sibérie, on trouvera plutôt des tentes coniques semblables à celles des autres peuples de Sibérie. Certaines ethnies de ces régions se sont tournées vers l'élevage des rennes, comme les Tsaatans ou les Evenks.

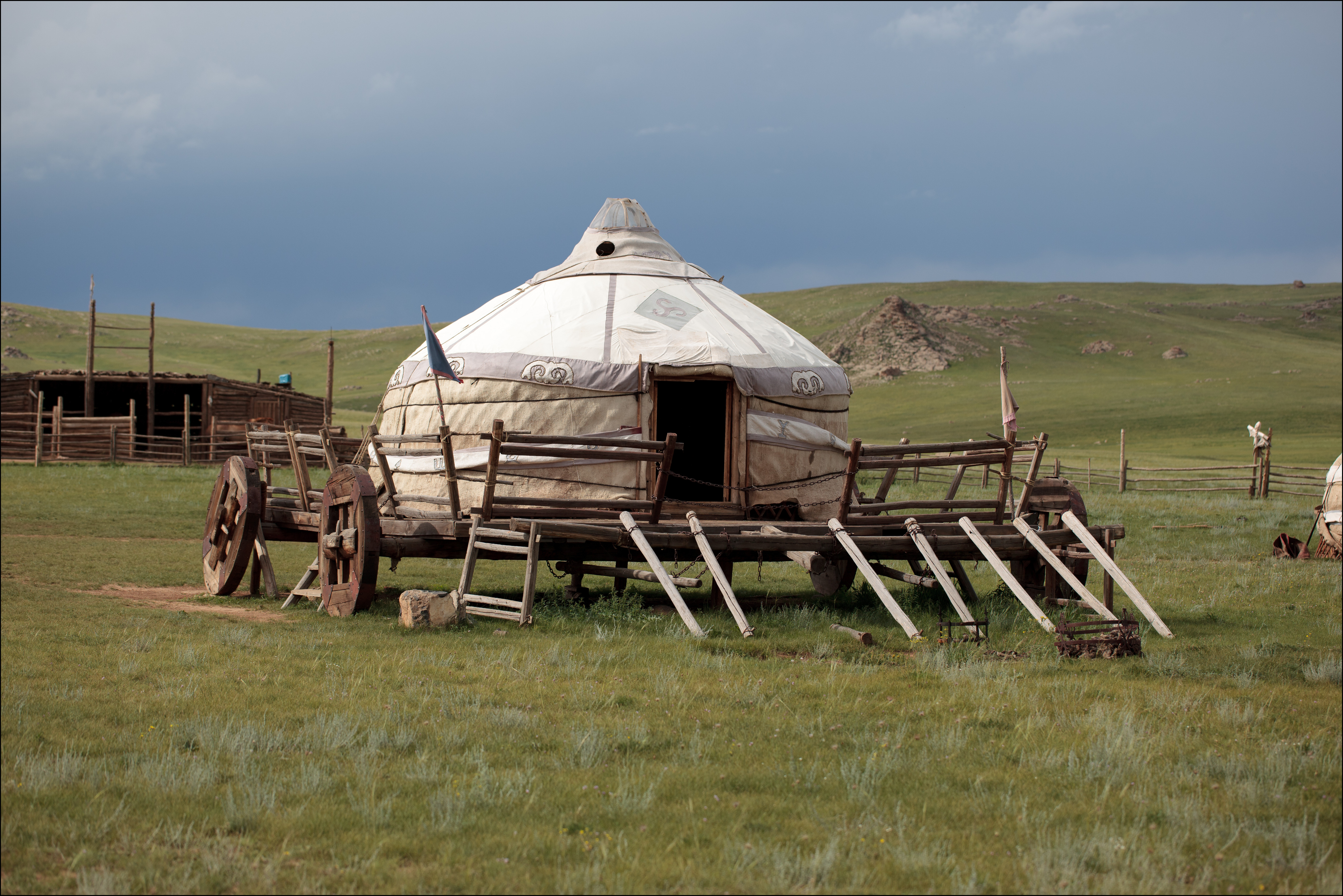
Ger tereg, yourte sur chariot.

La yourte (en mongol : гер, translittération : ger, signifiant maison au sens large) est une habitation familiale facilement démontable, de forme ronde et à taille variable. Le squelette en bois est recouvert d'une toile en peau ou en feutre. Sa forme ne donne aucune prise au vent omniprésent dans la steppe, et le feutre protège très efficacement du froid. Il suffit de 30 minutes pour la (dé)monter et elle pourra alors facilement être transportée dans une charrette. Il existe également des yourtes posées sur des chariots de grande taille, généralement les yourtes des khans. Le chariot est alors directement déplacé, le paysage de steppe permettant de laisser passer de larges véhicules.
À l'intérieur, la disposition des meubles correspond à des règles précises. L'unique porte est toujours placée vers le sud. Le poêle est placé au centre, où un trou a été percé sur le toit pour laisser s'échapper la fumée. Le feu qui y couve est généralement un feu de bouse séchée (argal), le bois étant rare, voir complètement absent dans les steppes. Les outils et ustensiles divers sont placés près de la porte, à droite pour ceux des femmes et à gauche pour ceux des hommes. Au fond (au nord), on trouve les lits et les coffres ou armoires qui servent de rangements personnels. Autrefois, quelques tapis et ustensiles constituaient le maigre équipement des yourtes. Aujourd'hui, des meubles et différents objets comme une machine à coudre, par exemple, s'y entassent.
Lors des réunions ou des repas, les femmes sont traditionnellement placées à droite et les hommes à gauche. La place au fond est normalement réservée à l'hôte ou au chef de famille, en signe de respect. L'espace dans la yourte est très hiérarchisé, et sacralisé. Il fait l'objet de nombreuses croyances héritées du chamanisme.

### Alimentation

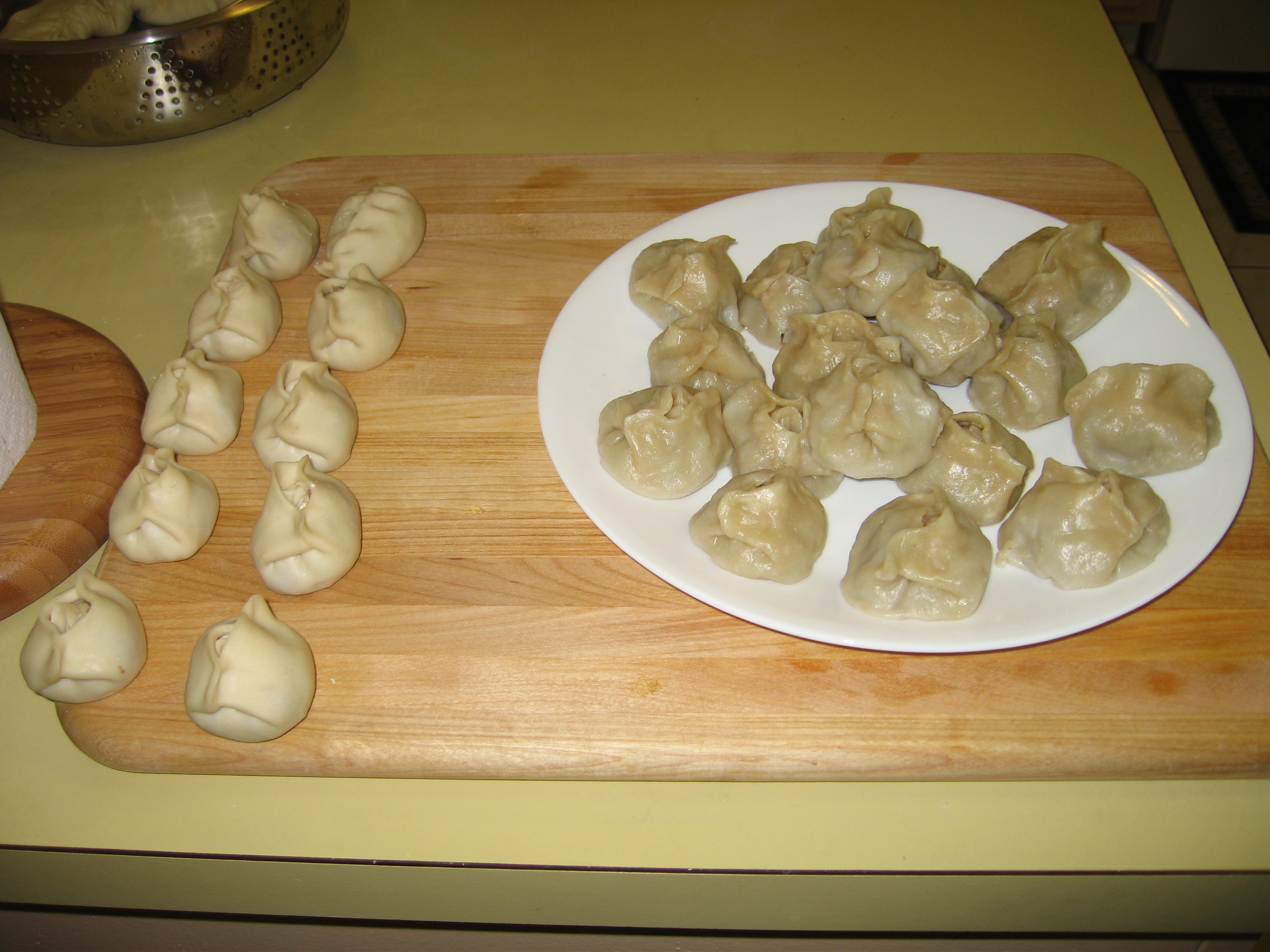
Les buuz.

Tous les aliments traditionnels sont issus de l'élevage. Les deux principaux ingrédients utilisés sont la viande de mouton et le lait de vache. Cependant, la marmotte est chassée de temps en temps pour sa viande et sa peau. Les mongols ne mangent traditionnellement que des animaux broutant de l'herbe. Ils ne mangent pas de poisson car ceux-ci peuvent consommer des êtres vivants dans l'eau.
Les produits laitiers sont nombreux. Les femmes mongoles consacrent une grande partie de leur temps à fabriquer crèmes, yaourts, alcools de lait, fromage... Ce dernier est sec et souvent acide. Le lait de vache peut être aussi chauffé et mélangé à de la farine, donnant ainsi une mousse qui se transforme en crème jaune, puis en beurre rance. Le beurre fermenté sert à graisser des plats, il peut servir aussi de cire pour les bougies. La boisson la plus courante est le thé au lait salé, appelé süütei tsai, que l'on boit à toute occasion, mais la boisson nationale est le fameux alcool de lait de jument fermenté (airag), difficile à aborder pour certains européens. Il existe aussi en Mongolie-Intérieure un alcool de lait (jument, chamelle, brebis) distillé aux alentours de 50 % d'alcool.
Pour les Mongols, le sang des animaux est sacré et porteur d'énergie, et il serait tabou de le laisser s'écouler sur le sol extérieur. Ils abattent le bétail sans l'égorger. Une fois le ventre de l'animal ouvert, le sacrificateur se saisit du cœur qui bat encore. C'est alors seulement qu'il coupe l'aorte, et que les femmes viennent récupérer le sang en le puisant du ventre, pour le préparer en boudins qui seront consommés,.

### Vêtements
Le vêtement traditionnel des mongols est le deel. Il est fabriqué avec des peaux d'agneaux, ou en soie pour les grandes occasions. Les deel d'hiver sont rembourrés avec de la laine. Le deel est fréquemment accompagné de bottes et d'une ceinture en cuir. Les hivers étant très rudes, on chausse pendant cette période des bottes de laine voire de feutre, et l'on se couvre la tête avec des chapeaux en fourrure de renard ou de zibeline. Dans le désert de Gobi, les Mongols portent des turbans et des écharpes à la manière des touaregs. Enfin, les Mongols produisent du cachemire en duvet de chèvre, vendu à prix d'or en Europe.

## Culture

### Fêtes, jeux et sports
La principale fête des Mongols est le Tsagaan Sar (littéralement « mois blanc » ou « lune blanche » : fête du Nouvel An). Elle est l'occasion de « festins » où l'on se permet de manger des denrées plus rares, plus sucrées.

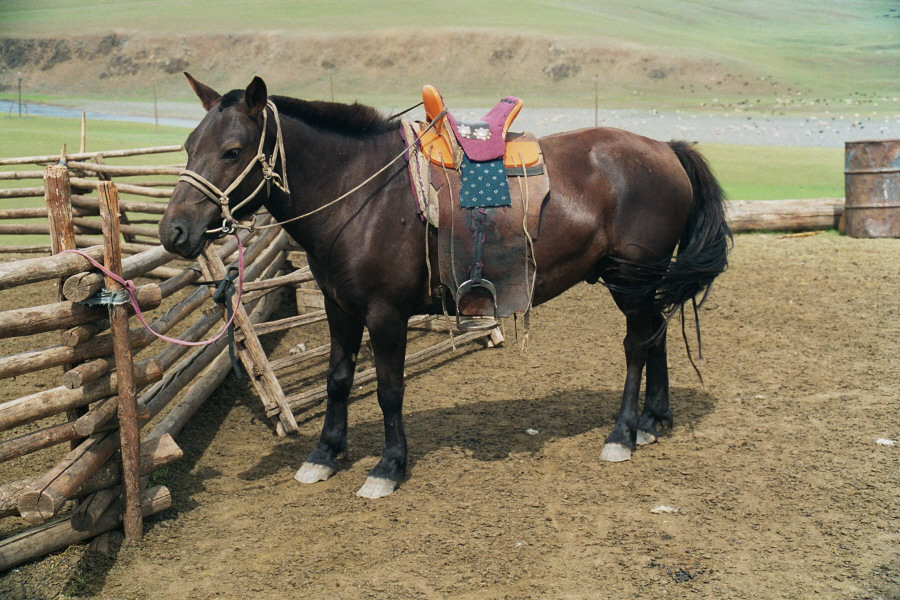
Cheval mongol.

Il existe trois jeux traditionnels mongols : le tir à l'arc, les courses de chevaux, et la lutte mongole. Ces trois sports sont pratiqués notamment lors de tournois et festivals, le plus célèbre étant le festival de Naadam. Les Mongols sont en effet experts dans l'équitation, car les éleveurs passent la moitié de leur vie sur un cheval, d'où les jambes arquées caractéristiques. Les soldats mongols étaient réputés les meilleurs du monde outre leurs capacités de résistance face à la chaleur comme au froid, leur capacité à se priver de nourriture pendant plusieurs jours, les archers mongols étaient considérés comme étant les meilleurs archers montés du monde, capables de tirer en arrière en se repliant au galop (voir aussi armée mongole). Les courses de chevaux se font en rase campagne, sur des distances comprises entre 5 km et 30 km suivant l'âge des chevaux. Pour plus de rapidité, les chevaux sont parfois montés par des jeunes de moins de 12 ans... Les mongols mesurent également leur adresse lors de la capture des chevaux à l'aide de lassos. La lutte mongole se fait dans des habits traditionnels, et n'a aucun classement de poids.

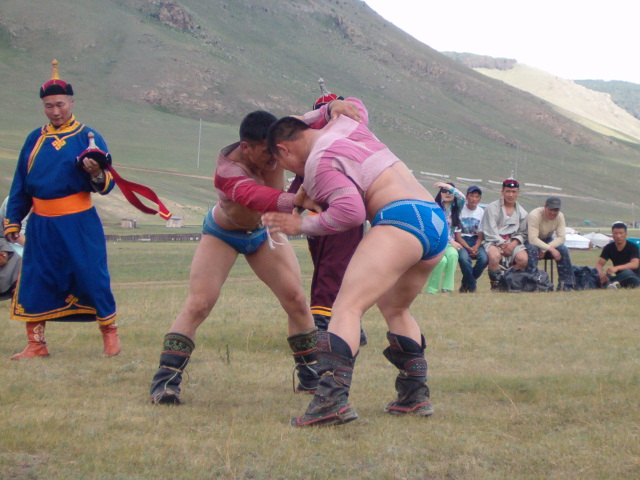
Lutteurs mongols.

Le soir venu, les Mongols ont pour habitude de faire des jeux intellectuels dans la yourte, comme les échecs mongols, appelés Shatar, mais aussi d'autres jeux moins complexes comme l'ail ger ou l'alag malkhii, le plus populaire étant le shagai, un jeu d'osselets[réf. nécessaire].

### Chants et musique traditionnelle
La musique est un élément important de la société traditionnelle mongole, et les Mongols pensent qu'elle appelle la bonne fortune. On chante n'importe où, pour passer le temps, bercer les bébés, porter chance ou encourager quelqu'un. Le khöömei est un chant diphonique lyrique et puissant, accompagné du luth et de la vièle, hérité des tibétains[réf. nécessaire].

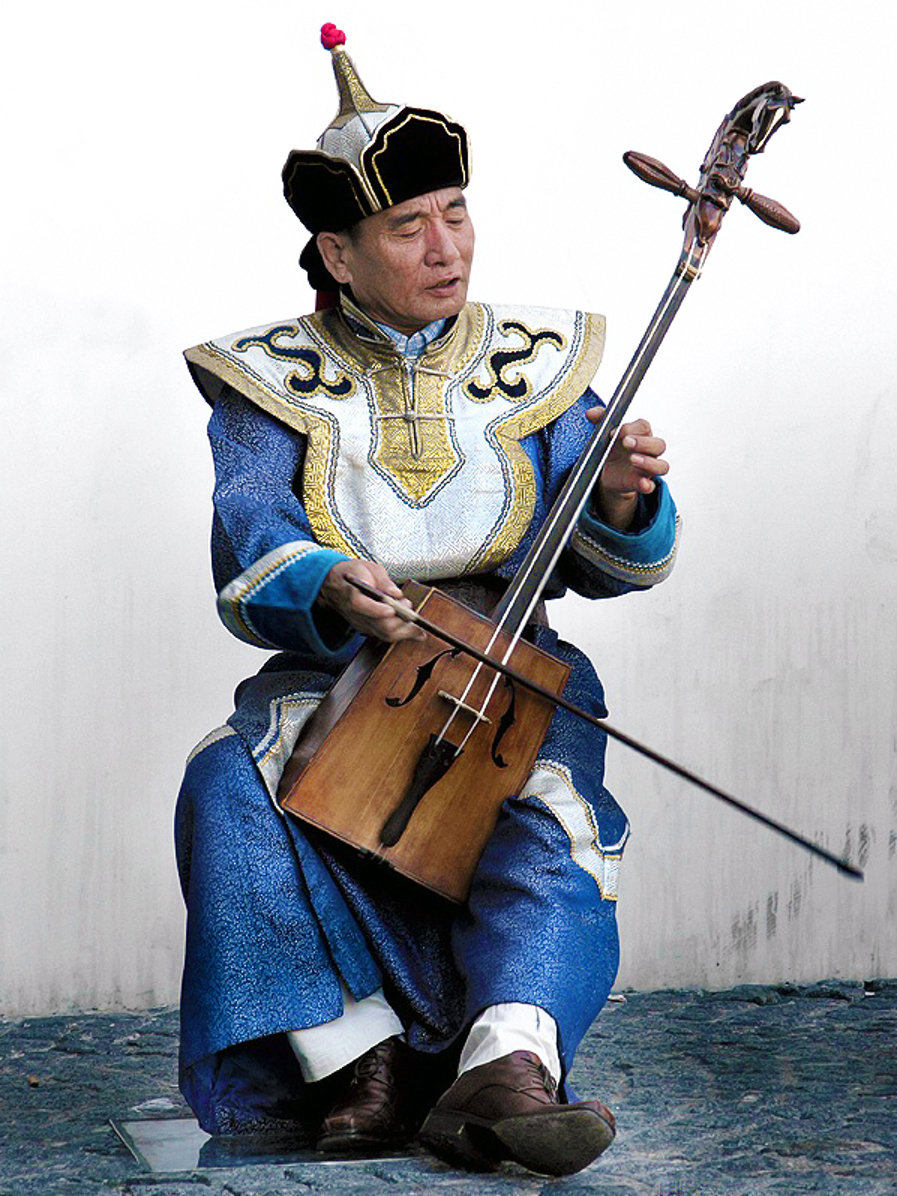
Musicien mongol.

Il existe plusieurs instruments traditionnels, dont les principaux sont le dombra, le khuuchir, le limbe, le morin khuur, le shanz et le yotga[réf. nécessaire].

### Langues mongoles

#### Inventaire des langues mongoles
La population mongole n'est pas unie par la langue, bien que certaines langues jouissent d'une position prépondérante. Les mongols peuvent être divisés en quatre groupes, sur des critères à la fois géographiques, linguistiques, historiques et ethniques. Quatre langues mongoles se démarquent des autres par leur nombre de locuteurs et leur littérature : le kalmouk bien vivace, le khalkha dominant en Mongolie, le tchakhar dominant en Chine, et le bouriate au nord, quoique menacé par le russe.
Le groupe septentrional, largement dominé par le bouriate, s'étend dans les régions du lac Baïkal (comprenant la Bouriatie, le kraï de Transbaïkalie et l'oblast d'Irkoutsk), le nord-est de la Mongolie et le nord de la Mongolie-Intérieure. Il ne comprend que deux langues : le bouriate et le barga, ayant chacune deux dialectes. Les Bouriates sont divisés en deux groupes sur des bases géographiques et socio-économiques, ayant chacun leur dialecte : les Ekhirit-Bulagat, en Cisbaïkalie (à l'ouest et au nord du lac Baïkal), et les Khori en Transbaïkalie et en Mongolie. Il existe une littérature bouriate (écrite en cyrillique), et la langue est officielle dans la République de Bouriatie (elle l'était également dans les anciens okrugs autonomes d'Oust-Orda et d'Aga-Bouriatie).
Les Bargas, de même, se divisent entre Nouveaux-Bargas et Vieux-Bargas, sur des bases historiques. Ils sont présents en Mongolie-Intérieure du Nord.
Le groupe occidental, qui est le groupe des Oïrates, rassemble le plus grand nombre d'ethnies. Il s'étendent en Mongolie Occidentale, en Dzoungarie, dans le Xinjiang (Turkestan), et dans le Qinghai, ainsi qu'en Kalmoukie. Mais, à part le kalmouk isolé, les langues oïrates ne sont plus vivaces et sont de plus en plus imprégnées par le khalkha, le chinois, et le turc. Le kalmouk (ou kalmyk), officiel en Kalmoukie, reste bien vivant et bénéficie d'une littérature suffisamment riche. Il s'écrit en alphabet cyrillique et est un peu influencé par le russe. Les autres langues occidentales, en revanche, ont leur écriture propre, appelée « écriture claire » (todo üseg). Elle a été créée par le moine bouddhiste Zaya Pandita.
Le groupe oriental se compose de cinq langues : le khalkha, le tchakhar, l'ordosse, le toumète et le dariganga. Le khalkha, langue officielle de la Mongolie, correspond normalement à ce que nous désignons comme la langue mongole, c'est-à-dire celle apprise par les étrangers. En effet, les Khalkhas dominant la Mongolie par leur urbanisation, ils se sont servis de leur langue comme base d'homogénéisation des langues mongoles. Ils sont majoritaires en Mongolie, et de ce fait leur langue n'est pas menacée et bénéficie d'une littérature riche. Le tchakhar, quant à lui, jouit d'une situation similaire en Mongolie-Intérieure, bien que concurrencé par le chinois. Il a servi de base, avec le toumète, pour la formation de la langue officielle de la région autonome.
Enfin, le groupe méridional, situé entre le Qinghai et le Gansu, est un amas de langues mineures aux influences diverses. Leurs situations sont variées. Le groupe se compose du baoan, du dongxiang, du monguor, du youghour et du kangjia.

#### Traits caractéristiques du mongol
Les langues mongoles constituent l'une des trois branches de la controversée famille altaïque : les deux autres sont le turc et le toungouse. Les ressemblances entre ces trois branches sont surtout structurelles plutôt que lexicales. Des ressemblances ont également été constatées avec le coréen et le japonais, ce qui a amené certains linguistes à les faire rejoindre la famille altaïque. Des analogies structurelles ont été remarquées aussi pour les langues ouraliennes, la principale étant la construction du lexique par agglutination (c'est-à-dire en ajoutant des suffixes et préfixes sans modifier le radical, contrairement aux langues indo-européennes qui sont flexionnelles). Enfin, comme les autres langues altaïques, le mongol a une harmonie vocalique et a sept cas: nominatif, génitif, accusatif, datif, ablatif, instrumental et comitatif.
Il existe plusieurs alphabets associé au mongol. L'écriture Phagspa (ou écriture carrée), créée par le tibétain du même nom, était utilisée sous l'Empire Yuan en Chine (dynastie fondée par Kubilaï Khan, descendant de Gengis Khan). Les oïrates, quant à eux, utilisaient un autre alphabet venu du Tibet, l'« écriture claire » (todo üseg), toujours en vigueur (sauf pour les kalmouks). À l'époque soviétique, les langues mongoles utilisaient un alphabet cyrillique modifié. Enfin, à l'effondrement de l'URSS, les khalkhas se sont inscrits dans une logique d'occidentalisation accélérée tout en revenant sur une identité plus ancienne, basée sur l'Empire Mongol et les croyances traditionnelles. Ainsi, l'enseignement de l'alphabet traditionnel mongol, qui s'écrit verticalement, a été rétabli en 1990. Apparu au XIIIe siècle, il est dérivé de l'ancien alphabet ouïghour. Celui-ci venait de l'alphabet sogdien, en Asie Centrale, lui-même tirant ses origines dans l'alphabet syriaque, voisin de l'alphabet arabe. Cette origine sémitique explique notamment le caractère changeant des lettres suivant leur place dans le mot. Par ailleurs, remis à l'horizontale, l'écriture mongole rappelle un peu par son apparence l'alphabet arabe. En 2012, l'alphabet officiel reste l'alphabet cyrillique modifié.

##### Numération de un à dix dans quelques langues mongoles[30]

« Mongol » dans l'alphabet traditionnel.

- Mongol classique : neg, khoyor, gurav, dorov, tav, zurgaa, doloo, naim, yos, arv
- Proto-mongol occidental : niken, djirin, gurban, dörben, tabun, djirghughan, dologhan, nayiman, yisün, arban
- Khalkha : nig, khoïor, gurav, döröv, tav, dzorghaa, doloo, naïm, yös, arav
- Bouriate : negen, khoïor, gurban, dyrban, taban, dzurgaan, doloon, naïman, yuhen, arban
- Oïrate : nigen, khoïor, ghurban, dörbön, tabun, dzurghaan, doloon, nayiman, yesün, arban
- Dongxiang : niy, ghua, ghuran, djierang, tawun, djirghun, dolong, nimang, yesong, harvang
- Monguor : nyge, ghoor, ghuraan, deeren, taavan, djirghoon, doloon, nayiman, shdzyn, kharan
- Kalmouk : negn, khoïr, hurvn, dörvn, tavn, dzurhan, dolan, neemn, yisn, arvn
- Dagour : nyk, khoyir, gwarbyn, durbun, taawyn, djirgoo, doloo, naimyn, isyn, kharbyn
- Ordosse : nege, khoïor, gurva, dörvö, tavu, djurgaa, doloo, naem, yisu, arav

### Religion

#### Le bouddhisme chez les Mongols
Les premiers temples bouddhistes en Mongolie ont été construits durant la période des Huns, qui débuta lors du IIIe siècle avant Jésus-Christ. Bien que le bouddhisme ait été plusieurs fois officialisé en Mongolie à travers l'Histoire, il ne fut réellement pratiqué par le peuple qu'à partir du XIXe siècle. Le sommet du développement du Bouddhisme en Mongolie fut atteint à la fin du XIXe siècle - début du XXe. Les monastères se sont multipliés, accueillant de nombreux lamas.
À la suite de la révolution populaire de 1921, le Bouddhisme commença toutefois à décliner, et dans les années 1930 et 1940, la quasi-totalité des monastères mongols furent détruits par le gouvernement dans un effort pour abolir la religion de l'état.
La forme du bouddhisme pratiquée en Mongolie a extrêmement été influencée par les pratiques rituelles et mystiques du tantrisme, reflété concrètement par le pouvoir surnaturel des mots sacrés. Cette croyance prend la forme de livres ou drapeaux imprimés et de mantras récités. Dans l'école gelugpa du bouddhisme tibétain, le livre est l'objet le plus sacré. Il est la source de sagesse aidant l'Homme à échapper à sa souffrance. En cas de maladie ou de malheur, ainsi qu'aux périodes indiquées par les tables astrologiques, les Mongols considèrent opportun de faire lire des livres par des lamas.
Les Mongols croient également que placer un drapeau de prière (khiimoriin dartsag) sur un poteau à l'arrière de leur yourte leur apportera soutien dans leur vie quotidienne. Les mots inscrits sur leur drapeau sont supposés être « activés » par le souffle continu du vent. De la même manière, les prières peuvent être activés en portant un livre à la tête, ou en faisant tourner un « moulin à prières » contenant des centaines de prières.

## Perception
À cause de l'histoire de l'Empire mongol, deux clichés véhiculés dans l'industrie du cinéma, les jeux et la publicité collent à l'image des Mongols. D'une part l'image du guerrier brutal et sans pitié décrite par les populations et territoires autrefois conquis et qui se transmet depuis les textes contemporains jusqu'aux médias modernes. D'une autre, l'image de nomades pastoraux des steppes eurasiennes dépourvus d'histoire et dont les communautés mènent une vie en harmonie avec la nature et leurs troupeaux depuis des millénaires. Ce second cliché est dit du bon sauvage et reste mis en avant par le secteur touristique.